# 陈平 (外交官)
陈平（？—），男，中华人民共和国外交官，曾任中华人民共和国驻伊基克总领事。

## 生平
1984年，进入中华人民共和国外交部工作，先后在外交部礼宾司、驻西班牙大使馆、外交部西欧司、外交部拉丁美洲和加勒比司任职。2008年，任驻委内瑞拉大使馆政务参赞。2012年，任驻古巴大使馆政务参赞。2015年，任外交部拉丁美洲和加勒比司参赞。2016年2月，出任中华人民共和国驻伊基克总领事。2020年9月，自驻伊基克总领事离任。

## 家庭
已婚，有一子。